# Enger
Enger är en stad i Kreis Herford i det tyska förbundslandet Nordrhein-Westfalen. Enger, som för första gången omnämns i ett dokument från år 948, har cirka 21 000 invånare.